# Aiouea
Pour les articles homonymes, voir Aiouea.
Genre
Aiouea est un genre de plantes à fleurs, appartenant à la famille des Lauraceae, comptant de 83 à 125 espèces néotropicales, et dont l'espèce type est Aiouea guianensis Aubl.. 

## Description
Aiouea regroupe des arbres ou arbustes, à feuilles simples, alternes, solidement charnues, parfois avec une marge cartilagineuse, généralement glabres, à nervures pennées ou tripliquées, rarement accompagnées de touffes de poils axillaires à la base des nervures latérales. 
Les inflorescences sont axillaires ou subterminales, généralement minces et glabres, paniculées. 
Les fleurs sont petites, à 6 tépales, généralement dressés à l'anthèse, égaux.
On compte 9, 6 (3) étamines, les 3 internes extrorse et avec 2 glandes à leur base.
Les staminodes sont généralement présents, 3, avec un apex cordé ou sagittal.
L'ovaire est généralement immergé dans le tube floral, et contient 1 ovule. 
Le fruit est une baie ellipsoïde ou subglobuleuse à une graine, reposant sur une cupule peu profonde.
Les tépales sont caducs au stade de la fructification.

## Répartition
Aiouea est un genre néotropical représenté sud du Mexique au Paraguay en passant par l'Amérique centrale, la Colombie, le Venezuela, Trinidad et Tobago, le Guyana, le Suriname, la Guyane, l'Équateur, le Pérou, et le Brésil.

## Liste des espèces et variétés
Selon GBIF (31 mai 2024) :
- Aiouea acarodomatifera Kosterm.
- Aiouea alainii (C.K.Allen) R.Rohde
- Aiouea albopunctata Brotto
- Aiouea amoena (Nees & Mart.) R.Rohde
- Aiouea amplexicaulis (Cham. & Schltdl.) R.Rohde
- Aiouea ampullacea Lorea-Hern.
- Aiouea angulata Kosterm.
- Aiouea areolata (Lundell) R.Rohde
- Aiouea baitelloana (van der Werff & P.L.R.Moraes) van der Werff & P.L.R.Moraes
- Aiouea benthamiana Mez
- Aiouea bladenensia (S.W.Brewer & G.L.Stott)
- Aiouea bracteata Kosterm.
- Aiouea bractefoliacea (Lorea-Hern.) R.Rohde
- Aiouea breedlovei (Lundell) R.Rohde
- Aiouea brenesii (Standl.) R.Rohde
- Aiouea caratingae (Vattimo-Gil)
- Aiouea chavarriana (Hammel) R.Rohde
- Aiouea chiapensis (Lundell) R.Rohde
- Aiouea cinnamomoidea (Lorea-Hern.) R.Rohde & Lorea-Hern.
- Aiouea dubia (Kunth) Mez
- Aiouea effusa (Meisn.) R.Rohde & Rohwer
- Aiouea elegans (van der Werff) Rohwer
- Aiouea erythropus (Nees & Mart.) R.Rohde
- Aiouea floccosa (van der Werff) R.Rohde
- Aiouea formicaria (van der Werff & Lorea-Hern.) R.Rohde
- Aiouea glaziovii (Mez) R.Rohde
- Aiouea glossophylla (Lorea-Hern.) R.Rohde
- Aiouea grandifolia van der Werff
- Aiouea grandifolia VanDerWerff
- Aiouea grisebachii (Lorea-Hern.) Rohwer
- Aiouea guianensis Aubl.
- Aiouea guianensis Nees, 1836
- Aiouea hammeliana (W.C.Burger) R.Rohde
- Aiouea hartmanii (I.M.Johnst.) R.Rohde
- Aiouea hatschbachii (Vattimo-Gil) R.Rohde
- Aiouea haussknechtii (Mez) R.Rohde
- Aiouea heteranthera (Ruiz & Pav.) R.Rohde
- Aiouea hirsuta Lorea-Hern.
- Aiouea impressa (Meisn.) Kosterm.
- Aiouea kruseana (O.Téllez & Villaseñor) R.Rohde
- Aiouea laevis (Mart.) Kosterm.
- Aiouea lanigera (van der Werff) R.Rohde
- Aiouea latifolium (van der Werff)
- Aiouea lehmannii (O.C.Schmidt) S.Renner
- Aiouea leptophylla (Lorea-Hern.) R.Rohde
- Aiouea longipes (I.M.Johnst.) R.Rohde
- Aiouea longipetiolata van der Werff
- Aiouea longipetiolata VanDerWerff
- Aiouea lutzelburgii Mez, 1920
- Aiouea macedoana Vattimo-Gil
- Aiouea maguireana (Allen) S.Renner
- Aiouea maya Lorea-Hern.
- Aiouea montana (Sw.) R.Rohde
- Aiouea myristicoides Mez
- Aiouea napoensis (van der Werff) R.Rohde
- Aiouea neurophylla (Mez & Pittier) R.Rohde
- Aiouea obscura van der Werff
- Aiouea obscura VanDerWerff
- Aiouea opaca van der Werff
- Aiouea opaca VanDerWerff
- Aiouea pachypoda (Nees) R.Rohde
- Aiouea padiformis (Standl. & Steyerm.) R.Rohde
- Aiouea palaciosii (van der Werff) R.Rohde
- Aiouea paratriplinervis Lorea-Hern.
- Aiouea piauhyensis Mez
- Aiouea pittieri Rohwer
- Aiouea pseudoglaziovii Lorea-Hern.
- Aiouea rubrinervia Lorea-Hern.
- Aiouea salicifolia (Nees) R.Rohde
- Aiouea saligna Meisn.
- Aiouea sellowiana (Nees & Mart.) R.Rohde
- Aiouea stenophylla (Meisn.) R.Rohde
- Aiouea subsessilis (Meisn.) R.Rohde
- Aiouea taubertiana (Mez & Schwacke) R.Rohde
- Aiouea tetragona (Meisn.) R.Rohde
- Aiouea tomentella (Mez) Renner
- Aiouea tomentosa (Meisn.) R.Rohde
- Aiouea tonduzii (Mez) R.Rohde
- Aiouea trinervis Meisn.
- Aiouea uninervia Lorea-Hern.
- Aiouea velveti (Lorea-Hern.) R.Rohde
- Aiouea vexatrix VanDerWerff
- Aiouea zapatae (Lorea-Hern.) R.Rohde

Selon Tropicos (31 mai 2024) (Attention liste brute contenant possiblement des synonymes) :
- Aiouea acarodomatifera Kosterm., 1938
- Aiouea alainii (C.K. Allen) R. Rohde, 2017
- Aiouea albopunctata Brotto, 2022
- Aiouea amoena (Nees & Mart.) R. Rohde, 2017
- Aiouea amplexicaulis (Schltdl. & Cham.) R. Rohde, 2017
- Aiouea ampullacea Lorea-Hern., 2017
- Aiouea angulata Kosterm., 1938
- Aiouea areolata (Lundell) R. Rohde, 2017
- Aiouea baitelloana (van der Werff & P.L.R. Moraes) P.L.R. Moraes, 2017
- Aiouea barbellata Kosterm., 1938
- Aiouea benthamiana Mez, 1889
- Aiouea bracteata Kosterm., 1938
- Aiouea bractefoliacea (Lorea-Hern.) R. Rohde, 2017
- Aiouea brasiliensis Meisn., 1864
- Aiouea breedlovei (Lundell) R. Rohde, 2017
- Aiouea brenesii (Standl.) R. Rohde, 2017
- Aiouea burchelliana Mez, 1889
- Aiouea chapadaensis Kosterm., 1938
- Aiouea chavarriana (Hammel) R. Rohde, 2017
- Aiouea chiapensis (Lundell) R. Rohde, 2017
- Aiouea chicaque Soler-Umbarila, Ariza-Cortés & Zapata-Corr., 2023
- Aiouea cinnamomoidea (Lorea-Hern.) R. Rohde & Lorea-Hern., 2017
- Aiouea costaricensis (Mez) Kosterm., 1938
- Aiouea demerarensis Kosterm., 1938
- Aiouea densiflora Nees, 1848
- Aiouea dubia (Kunth) Mez, 1889
- Aiouea effusa (Meisn.) R. Rohde & Rohwer, 2017
- Aiouea elegans (van der Werff) Rohwer, 2017
- Aiouea elliptica Meisn., 1864
- Aiouea erythropus (Nees & Mart.) R. Rohde, 2017
- Aiouea farinosa Mez, 1901
- Aiouea floccosa (van der Werff) R. Rohde, 2017
- Aiouea formicaria (van der Werff & Lorea-Hern.) R. Rohde, 2017
- Aiouea gardneri (Meisn.) Mez, 1889
- Aiouea gaudichaudii Mez, 1889
- Aiouea glaziovii (Mez) R. Rohde, 2017
- Aiouea glossophylla (Lorea-Hern.) R. Rohde, 2017
- Aiouea goyazensis (Meisn.) Mez, 1889
- Aiouea granatensis Mez, 1889
- Aiouea grandifolia van der Werff, 1994
- Aiouea grisebachii (Lorea-Hern.) Rohwer, 2017
- Aiouea guatemalensis (Lundell) S.S. Renner, 1982
- Aiouea guianensis Aubl., 1775
- Aiouea guianensis Griseb. ex C.F.W. Meissn., 1864
- Aiouea hammeliana (W.C. Burger) R. Rohde, 2017
- Aiouea hartmanii (I.M. Johnst.) R. Rohde, 2017
- Aiouea hassleri Mez
- Aiouea hassleri Mez ex Chodat, 1903
- Aiouea hatschbachii (Vattimo-Gil) R. Rohde, 2017
- Aiouea haussknechtii (Mez) R. Rohde, 2017
- Aiouea heteranthera (Ruiz & Pav.) R. Rohde, 2017
- Aiouea hirsuta Lorea-Hern., 2017
- Aiouea hirtella Mez, 1889
- Aiouea impressa (Meisn.) Kosterm., 1938
- Aiouea inconspicua van der Werff, 1987
- Aiouea jelskii Mez, 1889
- Aiouea kruseana (O. Téllez & Villaseñor) R. Rohde, 2017
- Aiouea laevis (Mart.) Kosterm., 1938
- Aiouea lanigera (van der Werff) R. Rohde, 2017
- Aiouea lehmannii (O.C. Schmidt) S.S. Renner, 1982
- Aiouea leptophylla (Lorea-Hern.) R. Rohde, 2017
- Aiouea longipes (I.M. Johnst.) R. Rohde, 2017
- Aiouea longipetiolata van der Werff, 1994
- Aiouea luetzelburgii Mez, 1920
- Aiouea lundelliana C.K. Allen, 1945
- Aiouea macedoana Vattimo-Gil, 1967
- Aiouea maguireana (C.K. Allen) S.S. Renner, 1982
- Aiouea malabonga Blanco, 1837
- Aiouea marginata Mez, 1901
- Aiouea maya Lorea-Hern., 2017
- Aiouea meissneri Mez, 1889
- Aiouea minutiflora Coe-Teix., 1970
- Aiouea mocambensis Coe-Teix., 1970
- Aiouea montana (Sw.) R. Rohde, 2017
- Aiouea multiflora Coe-Teix., 1970
- Aiouea myristicoides Mez, 1889
- Aiouea napoensis (van der Werff) R. Rohde, 2017
- Aiouea neurophylla (Mez & Pittier) R. Rohde, 2017
- Aiouea obscura van der Werff, 1988
- Aiouea opaca van der Werff, 1995
- Aiouea pachypoda (Nees) R. Rohde, 2017
- Aiouea padiformis (Standl. & Steyerm.) R. Rohde, 2017
- Aiouea palaciosii (van der Werff) R. Rohde, 2017
- Aiouea paratriplinervis Lorea-Hern., 2017
- Aiouea parvissima (Lundell) S.S. Renner, 1982
- Aiouea pernitida C.K. Allen, 1965
- Aiouea perrobusta C.K. Allen, 1967
- Aiouea piauhyensis (Meisn.) Mez, 1889
- Aiouea pittieri Rohwer, 2017
- Aiouea pruinosa S. Moore, 1895
- Aiouea pseudoglaziovii Lorea-Hern., 2017
- Aiouea riedelii Mez, 1889
- Aiouea rondoni Samp., 1917
- Aiouea rubra A.C. Sm., 1935
- Aiouea rubrinervia Lorea-Hern., 2017
- Aiouea salicifolia (Nees) R. Rohde, 2017
- Aiouea saligna Meisn., 1864
- Aiouea scandens Ducke, 1930
- Aiouea schomburgkii Meisn., 1864
- Aiouea schwackeana Mez, 1901
- Aiouea sellowiana (Nees & Mart.) R. Rohde, 2017
- Aiouea severini Mez, 1889
- Aiouea sp. 1 , 2007
- Aiouea sp. 2 , 2007
- Aiouea sp. 3 , 2007
- Aiouea sp. 4 , 2007
- Aiouea stenophylla (Meisn.) R. Rohde, 2017
- Aiouea subsessilis (Meisn.) R. Rohde, 2017
- Aiouea talamancensis W.C. Burger, 1990
- Aiouea tambillensis Mez, 1889
- Aiouea taubertiana (Mez & Schwacke) R. Rohde, 2017
- Aiouea tenella Nees, 1848
- Aiouea tenuiflora Nees ex Meisn.
- Aiouea tenuiflora Nees ex Mez, 1889
- Aiouea tetragona (Meisn.) R. Rohde, 2017
- Aiouea tomentella (Mez) S.S. Renner, 1982
- Aiouea tomentosa (Meisn.) R. Rohde, 2017
- Aiouea tonduzii (Mez) R. Rohde, 2017
- Aiouea trinervis Meisn., 1864
- Aiouea truxillensis Kosterm., 1938
- Aiouea uninervia Lorea-Hern., 2017
- Aiouea velveti (Lorea-Hern.) R. Rohde, 2017
- Aiouea vexatrix van der Werff, 1988
- Aiouea warmingii Mez, 1889
- Aiouea zapatae (Lorea-Hern.) R. Rohde, 2017

## Histoire naturelle

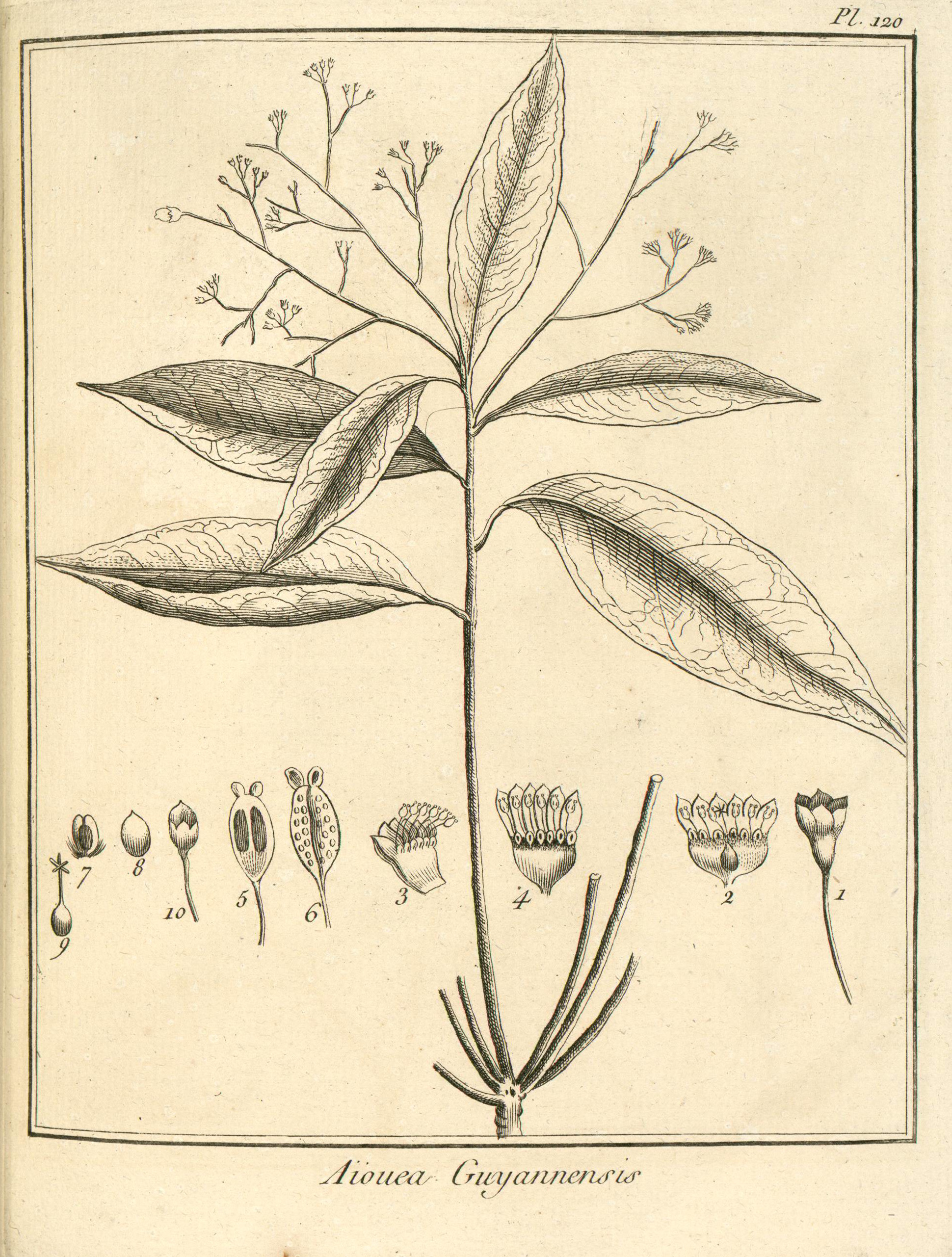
Aiouea guianensis Aublet, Planche 120 accompagnant la description du genre Aiouea par Aublet (1775) Explication de la Planche cent vingtième. - 1. Corolle. - 2. Corolle ouverte. Étamines. Piſtil. - 3. Corolle ouverte. Étamines. - 4. Corolle ouverte, avec les étamines vues de côté. - 5. Étamine vue par-devant. - 6. Étamine vue par le dos. - 7. Corps qui efl au bas des filets des étamines, vu de face, garni de poils à ſa baſe. - 8. Le même corps vu par le dos. - 9. Ovaire. Style. Stigmate. - 10. Baie.

En 1775, le botaniste Aublet propose la diagnose suivante : 

« AIOUEA. (Tabula 120.) 
CAL. Perianthium monophyllum, ſubrotundum concavum, tridentatum.
COR. Pet à la tria, minima, ſublutea, calici intrà diviſuras inſerta.
STAM. Filamenta ſex, infernè anguſtiora, ſupernè latiora, ovata ; calici ſuprà diſcum circularem, intra binas glandulas villoſas, inſerta. Antheræ ſparſæ ſuprà faciem latam internam filamentorum, uniloculares, univalves ; valvula à baſi ad apicem dehiſcente: facies externa, duabus foſſulis oblongis, excavata eſt. Filamentum, duabus glandules, intùs concavis, extùs convexis, terminatur.
PIST. Germen orbiculatum. Stylus longus. Stigma ſexfidum.
PER. Bacca aromatica, ſubcarnoſa, ſubrotunda, nigra, unilocularis.
SEM. unicum, teſtâ fragili tectum. »

— Fusée-Aublet, 1775.